# هومبيرتو سوريانو
هومبيرتو سوريانو (بالإنجليزية: Humberto Soriano)‏ (18 أبريل 1991 في الولايات المتحدة - ) هو لاعب كرة قدم أمريكي في مركز حراسة المرمى.

## وصلات خارجية
- هومبيرتو سوريانو على موقع قاعدة بيانات كرة القدم.إي يو (الإنجليزية)